# Interstate 295 (New York)
Pour les articles homonymes, voir Interstate 295.
L'Interstate 295 (I-295) est une autoroute auxiliaire de la ville de New York. Elle parcourt 7,7 miles (12,4 km) depuis Hillside Avenue (NY 25) dans le Queens jusqu'à la jonction avec l'I-95, l'I-278, l'I-678 et la Hutchinson River Parkway dans le Bronx. L'I-295 croise la Grand Central Parkway, l'I-495 (Long Island Expressway) et la Cross Island Parkway dans le Queens avant de traverser le Pont de Throgs Neck et de se séparer de l'I-695 (Throgs Neck Expressway).
Toute l'I-295 était déjà proposée en 1955 comme partie de l'I-78. Les travaux ont débuté en 1957 et l'autoroute a ouvert en 1963 avec la numérotation de l'I-78. Il était alors prévu que l'I-78 soit prolongée vers le sud-est depuis le Tunnel Holland à Manhattan jusqu'à la NY 878 (Nassau Expressway) dans le Queens avant de bifurquer vers le nord pour croiser la Clearview Expressway. Ces plans ont été abandonnés en 1970, quand l'autoroute entre la NY 25 dans le Queens et l'I-95 dans le Bronx a été renuméroté I-295.

## Description du tracé

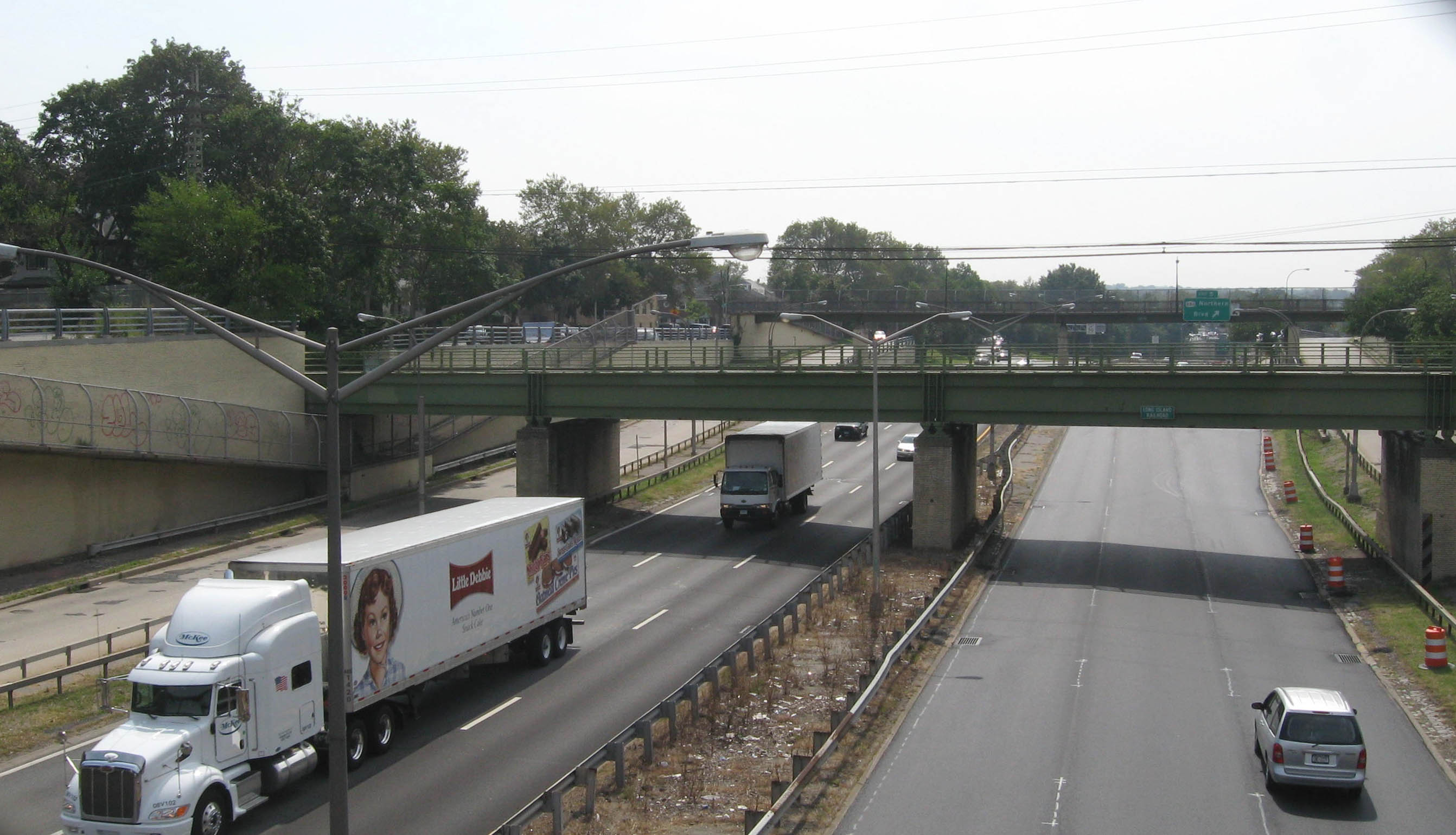
Clearview Expressway dans le nord-est du Queens.

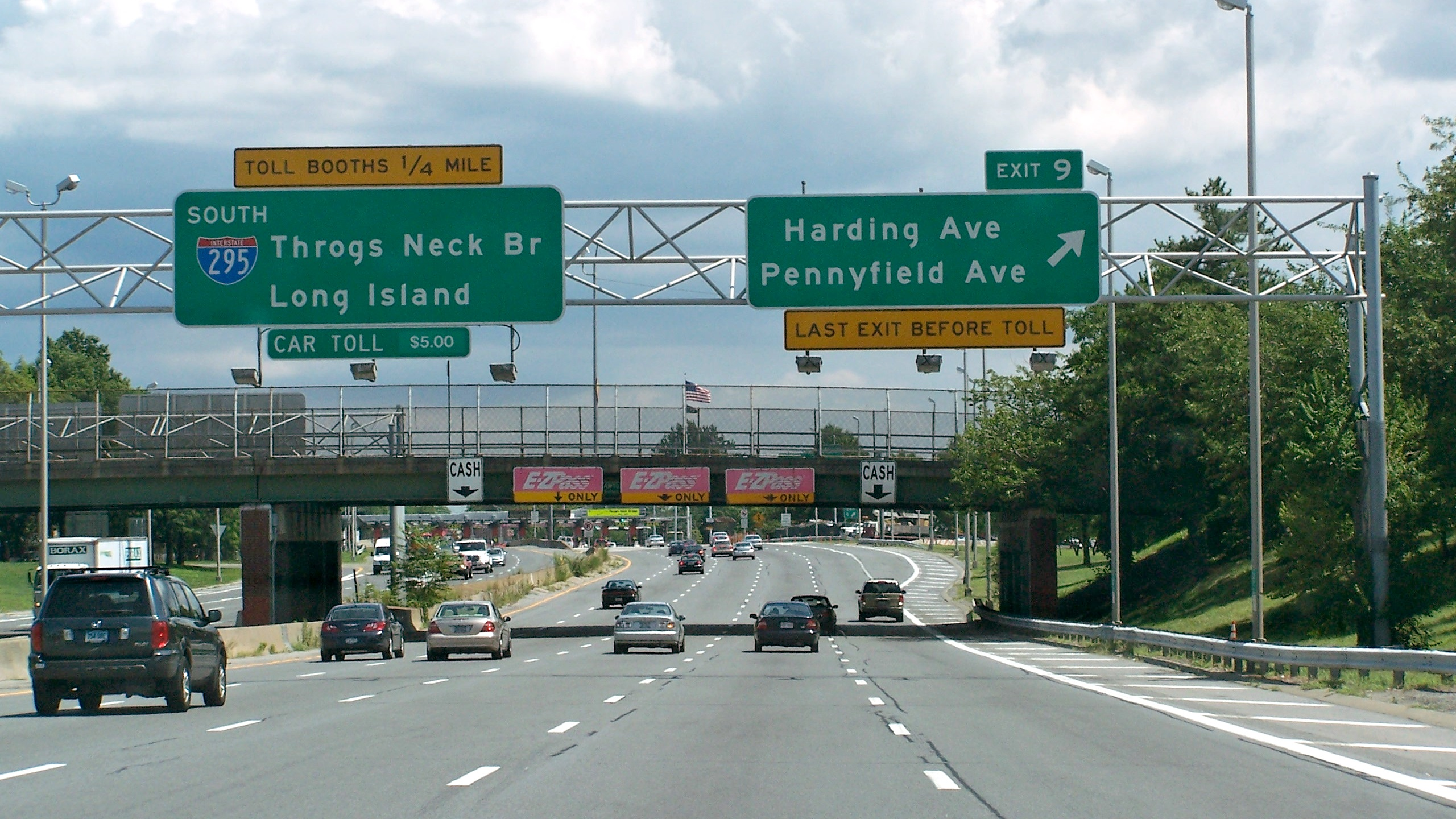
I-295 sud près du poste de péage de Throgs Neck Bridge.

La section de la Clearview Expressway qui porte la désignation de l'I-295 débute à l'échangeur incomplet avec la NY 25 où les rampes de la NY 24 nord (212th Street) et du Hollis Court Boulevard sud fusionnent dans les voies nord et sud de l'autoroute respectivement. La section dans le Queens est connue comme la 77th Infantry Division Expressway. L'autoroute croise la Grand Central Parkway avant d'entrer dans Cunningham Park. Elle quitte le parc à la rencontre avec l'I-495 (Long Island Expressway).
Peu après avoir croisé l'I-495, l'autoroute rencontre la NY 25A. L'autoroute continue vers le nord et longe le Club de Golf de Clearview. Au nord du golf, elle rencontre la Cross Island Parkway avant d'atteindre le Pont de Throgs Neck. Après avoir traversé la East River, l'autoroute atteint un poste de télépéage, à la sortie nord du pont. Elle entre par le fait même dans l'arrondissement du Bronx. Elle se divise alors en deux, le segment plus à l'est devenant l'I-695 alors que l'I-295 poursuit plus à l'ouest. Cette dernière atteint son terminus nord à la jonction avec l'I-95, l'I-278 et l'I-678.

## Liste des sorties
| Interstate 295            |                 |           |            |                     |                                                             |                                                                      |
| Arrondissement            | Quartier        | mi        | km         | Sortie              | Intersections / Destinations                                | Notes                                                                |
| Queens                    | Cunningham Park | 0,00      | 0,00       | —                   | NY 25 (Hillside Avenue) / Hollis Court Boulevard sud        | Intersection à niveau                                                |
| Queens                    | Cunningham Park | 0,17      | 0,27       | 1                   | Grand Central Parkway – Pont RFK, Long Island est           |                                                                      |
| Queens                    | Cunningham Park | 0,81      | 1,30       | 2                   | Union Turnpike                                              |                                                                      |
| Queens                    | Cunningham Park | 1,31      | 2,11       | 3                   | 73rd Avenue                                                 | Sortie direction sud, entrée direction nord                          |
| Queens                    | Fresh Meadows   | 1,70      | 2,74       | 4                   | I-495 (Long Island Expressway) – Manhattan, Long Island est | Indiqué sortie 4E (est) et 4W (ouest); sortie 27N-S de l'I-495       |
| Queens                    | Fresh Meadows   | 2,70      | 4,35       | 5                   | NY 25A (en) (Northern Boulevard)                            |                                                                      |
| Queens                    | Bayside         | 3,30      | 5,31       | 6A                  | 35th Avenue                                                 | Indiqué sortie 6 en direction nord                                   |
| Queens                    | Bayside         | 4,20      | 6,76       | 6B                  | 26th Avenue                                                 | Sortie direction sud, entrée direction nord                          |
| Queens                    | Bayside         | 4,91      | 7,90       | 7                   | Willets Point Boulevard                                     | Sortie direction nord, entrée direction sud                          |
| Queens                    | Bayside         | 5,41      | 8,71       | 8                   | Cross Island Parkway sud – Long Island est                  | Pas de sortie direction nord                                         |
| East River                | East River      | 5,44–7,31 | 8,75–11,76 | Pont de Throgs Neck | Pont de Throgs Neck                                         | Pont de Throgs Neck                                                  |
| Bronx                     | Locust Point    | 7,71      | 12,41      | 9                   | Harding Avenue / Pennyfield Avenue – Fort Schuyler          |                                                                      |
| Bronx                     | Throggs Neck    | 8,04      | 12,94      | 10                  | I-695 nord vers I-95 nord – New Haven, New Rochelle         | Sortie direction nord, entrée direction sud; terminus sud de l'I-695 |
| Bronx                     | Throggs Neck    | 8,81      | 14,18      | 11                  | Randall Avenue                                              |                                                                      |
| Bronx                     | Throggs Neck    | 9,79      | 15,76      | 12                  | I-278 ouest – Manhattan                                     | Sortie direction nord, entrée direction sud; sortie 54 de l'I-278    |
| Bronx                     | Throggs Neck    | 9,79      | 15,76      | —                   | I-95 sud – Pont George-Washington, Newark                   | Sortie 6B de l'I-95                                                  |
| - Péage - Accès incomplet |                 |           |            |                     |                                                             |                                                                      |